# Castillo de Montjuic
El castillo de Montjuic (en catalán: Castell de Montjuïc; pronunciación: español local [moncʝ͡uˈik], catalán [mun̪ʒuˈik]) es una antigua fortaleza militar situada en la montaña de Montjuic, en la ciudad de Barcelona. La fortaleza fue una instalación del Ejército español, aunque posteriormente fue cedida al ayuntamiento de la ciudad, quien la gestiona actualmente. Históricamente, el castillo ha tenido un importante papel en diversos episodios de la historia de Barcelona.

## Historia

### De los inicios alsigloXVII

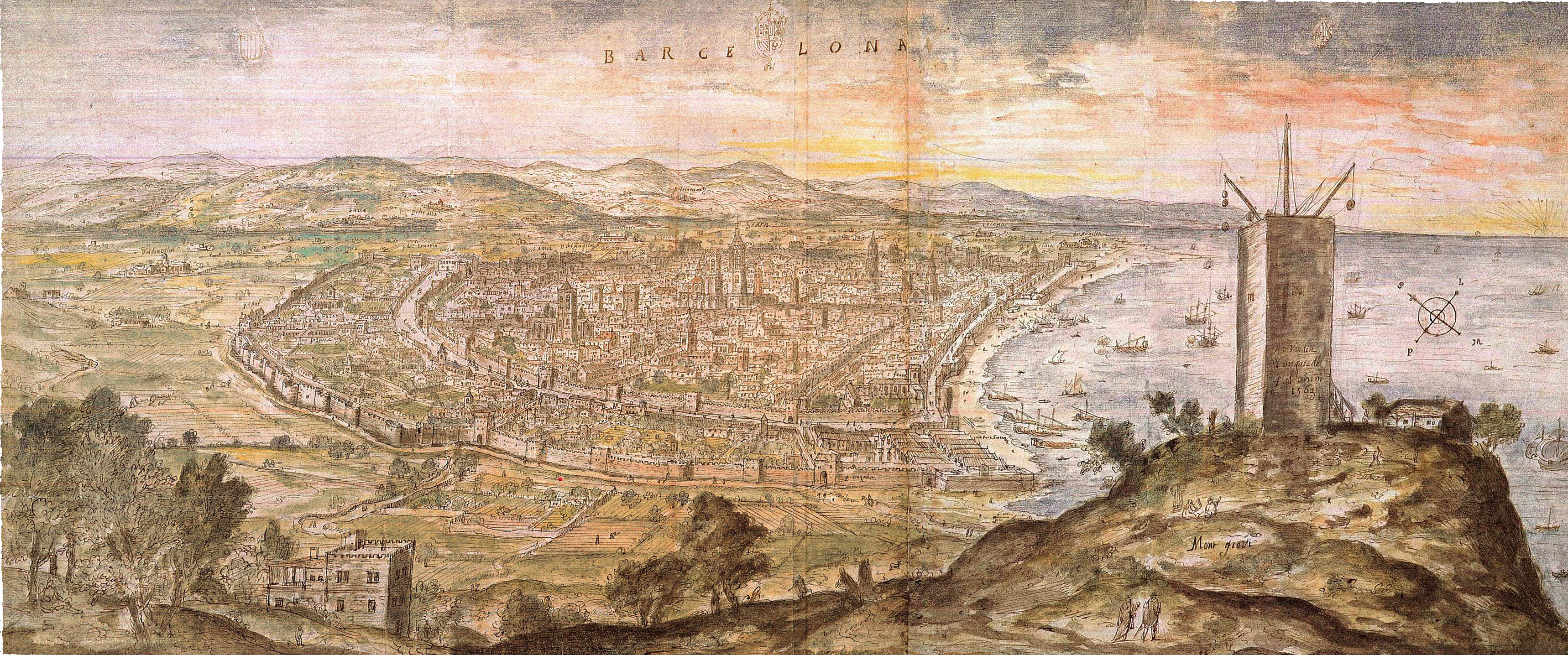
Atalaya primitiva

La primera construcción que ocupó la cima de esta montaña fue una atalaya destinada a informar mediante señales de la proximidad de barcos que se aproximaran a la ciudad.
En 1640, durante la revuelta contra Felipe IV, se realizó la primera fortificación en Montjuic, construida en forma de cuadrilátero de tierra con revestimiento de piedra y barro. Esta fortificación provisional sirvió para rechazar el asalto de las tropas castellanas comandadas por el marqués de los Vélez el 26 de enero de 1641. El fortín original se convirtió en castillo en 1694. Su planta ocupaba toda la parte llana de la cumbre, con tres baluartes mirando hacia tierra y una línea de dientes de sierra mirando al mar. La pequeña fortificación precedente quedó como un reducto interior.

### SigloXVIII

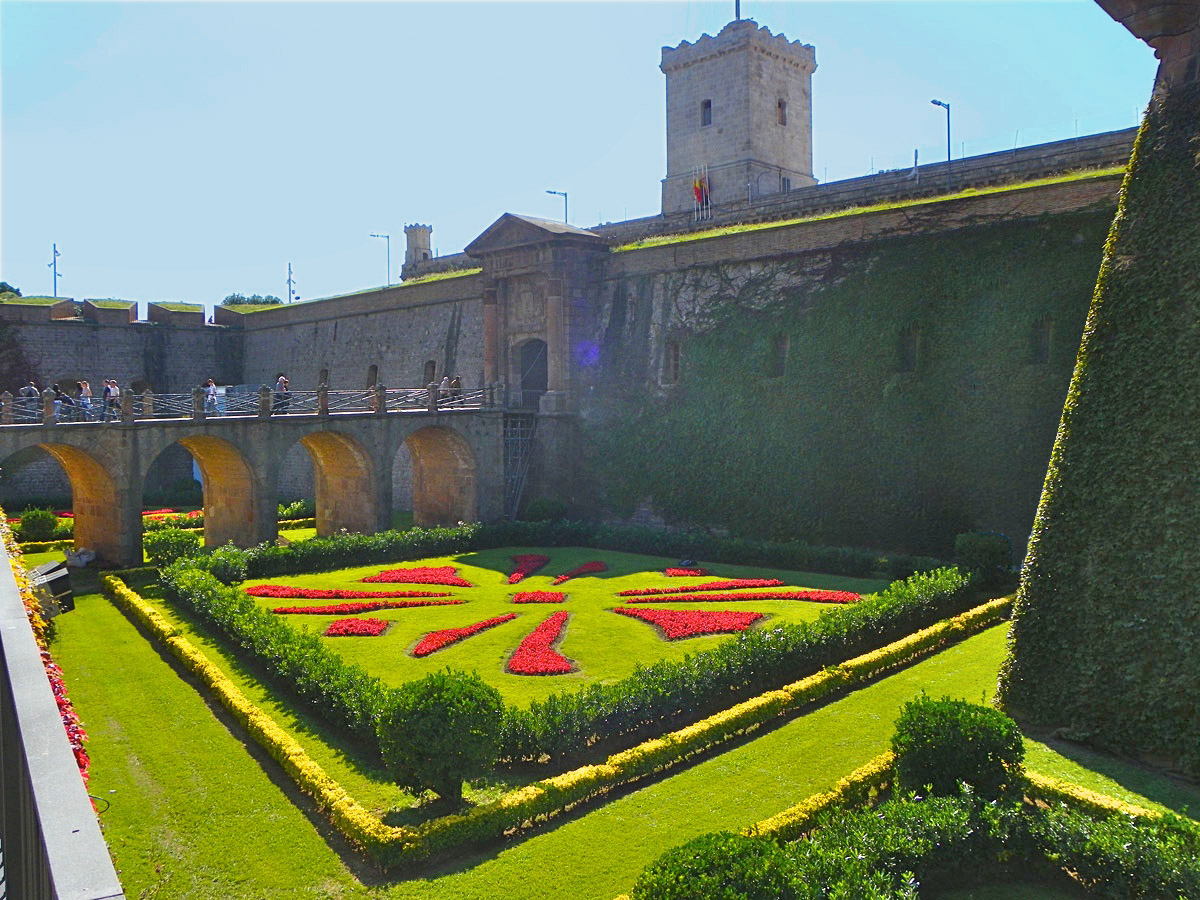
Foso de entrada al castillo de Montjuic

Durante la Guerra de Sucesión, la caída del castillo en manos del duque de Peterborough, el 17 de septiembre de 1705, fue un factor que influyó para que los catalanes se inclinaran por la causa del archiduque Carlos de Austria. Recuperado el 25 de abril de 1706 por Felipe V, lo perdió de nuevo el 12 de mayo de ese mismo año, y no volvió a estar en sus manos hasta el 12 de septiembre de 1714 cuando, conforme al artículo quinto de las Capitulaciones que ese mismo día propuso el duque de Berwick, el castillo fue entregado a las tropas borbónicas. En 1751, el ingeniero militar Juan Martín Cermeño ordenó destruir el antiguo fortín de 1640 y terminó de dar forma al conjunto de edificaciones, dotándolo de servicios y de cisternas, una de ellas de agua potable, y ordenó la construcción del foso. Entre 1779 y 1799 se realizaron diversas obras entre las que destacan las necesarias para instalar en él el doble de hombres, así como la construcción de cocinas para 3000 plazas; el castillo tomó entonces la forma que tiene en la actualidad. Fue dotado de artillería con un número no inferior a los 120 cañones.

### SigloXIX

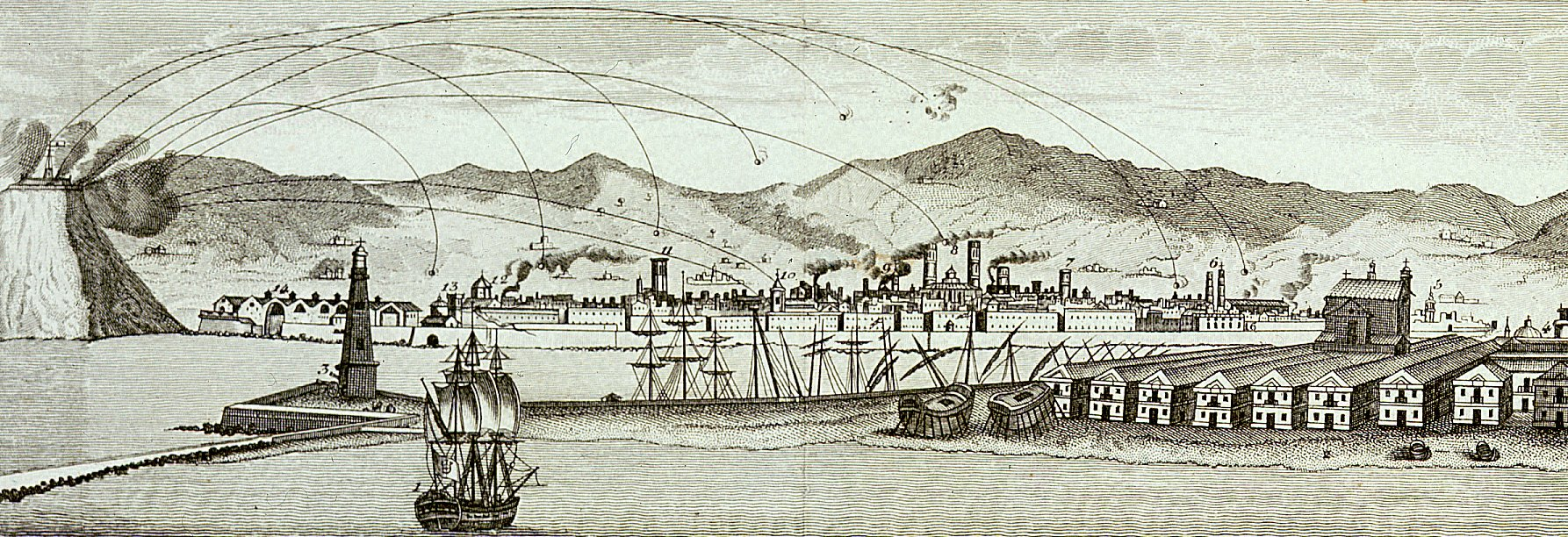
Bombardeo de Barcelona desde el castillo de Montjuic en 1842.

El 29 de febrero de 1808, un cuerpo de las tropas imperiales de Napoleón, comandadas por el coronel Floresti, subió a la montaña de Montjuic para tomar posesión del castillo. Lo consiguió, ya que el capitán general de Cataluña había recibido órdenes de la propia corte de recibir plácidamente a las tropas francesas, estas permanecerían ocupando el castillo hasta el 28 de mayo de 1814. En 1842, durante la regencia de Espartero, la ciudad de Barcelona fue bombardeada desde este castillo para conseguir así someter una revuelta. En 1843, el general Prim ordenó un nuevo bombardeo de la ciudad. A partir de finales del siglo XIX, el castillo albergó a las víctimas tanto de la represión política social como de la lucha obrera. En él fueron encarcelados, torturados y ejecutados los obreros involucrados en la ola de violencia anarquista de la década de 1890, en especial los numerosos detenidos tras el Atentado de la Procesión del Corpus. El juicio que siguió a las detenciones, conocido como proceso de Montjuic, se hizo famoso por su dureza y las torturas que se realizaron.

### SigloXX
En el castillo se encerró también a los detenidos durante la Semana Trágica; aquí fue fusilado Francisco Ferrer Guardia. En 1919 estaban presos más de 3000 obreros a causa del conflicto de la Canadiense. Tras el estallido de la Guerra Civil los frentepopulistas lo convirtieron en prisión y lugar de fusilamiento para los alzados o los simpatizantes de la "causa nacional", haciéndose famoso el Foso de Santa Elena, donde fueron ejecutados militares, curas, conservadores, jóvenes falangistas, estudiantes, empresarios, requetés y todos aquellos que fueran considerados de derechas. En este lugar fue emplazado tras la guerra un Monumento a los caídos en memoria de los fusilados. En Montjuic fue fusilado el general Manuel Goded, junto con otros militares sublevados, el 12 de agosto de 1936. El 26 de agosto de 1936 fueron fusilados el comandante de Infantería José López-Amor Jiménez, los capitanes Enrique López Belda y Luis López Varela —jefe regional de la UME y auténtico cerebro de la sublevación militar en Barcelona—, así como el capitán Fernando Lizcano de la Rosa, que había sido jefe de los Mozos de Escuadra tras el 6 de octubre de 1934.

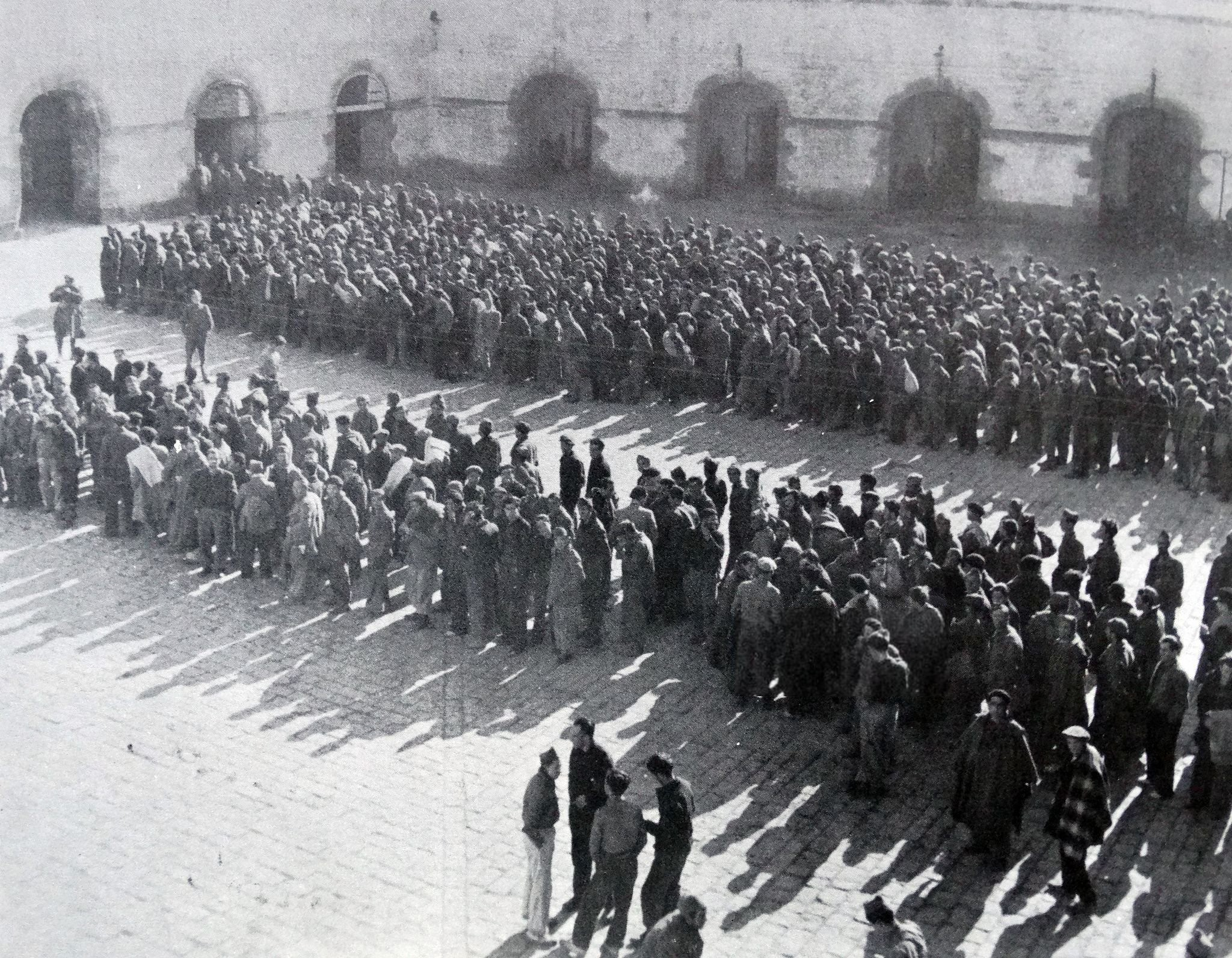
Prisioneros republicanos en Montjuic hacia el final de la guerra civil española (1939).

Durante la época franquista fueron ejecutados más de 4000 presos republicanos y catalanistas en el castillo, el más conocido fue el presidente de la Generalidad de Cataluña, Lluís Companys, el 15 de octubre de 1940. Hasta 1960, año en que fue cedido a la ciudad, el castillo sirvió como prisión militar. Después de tres años de obras para acondicionarlo, Franco presidió la inauguración del nuevo museo militar el 24 de junio de 1963; se cedió a Barcelona el recinto pero no el museo que alberga. En 1965 se inauguró un polígono de tiro con arco en el foso de Santa Eulalia.

### Período reciente

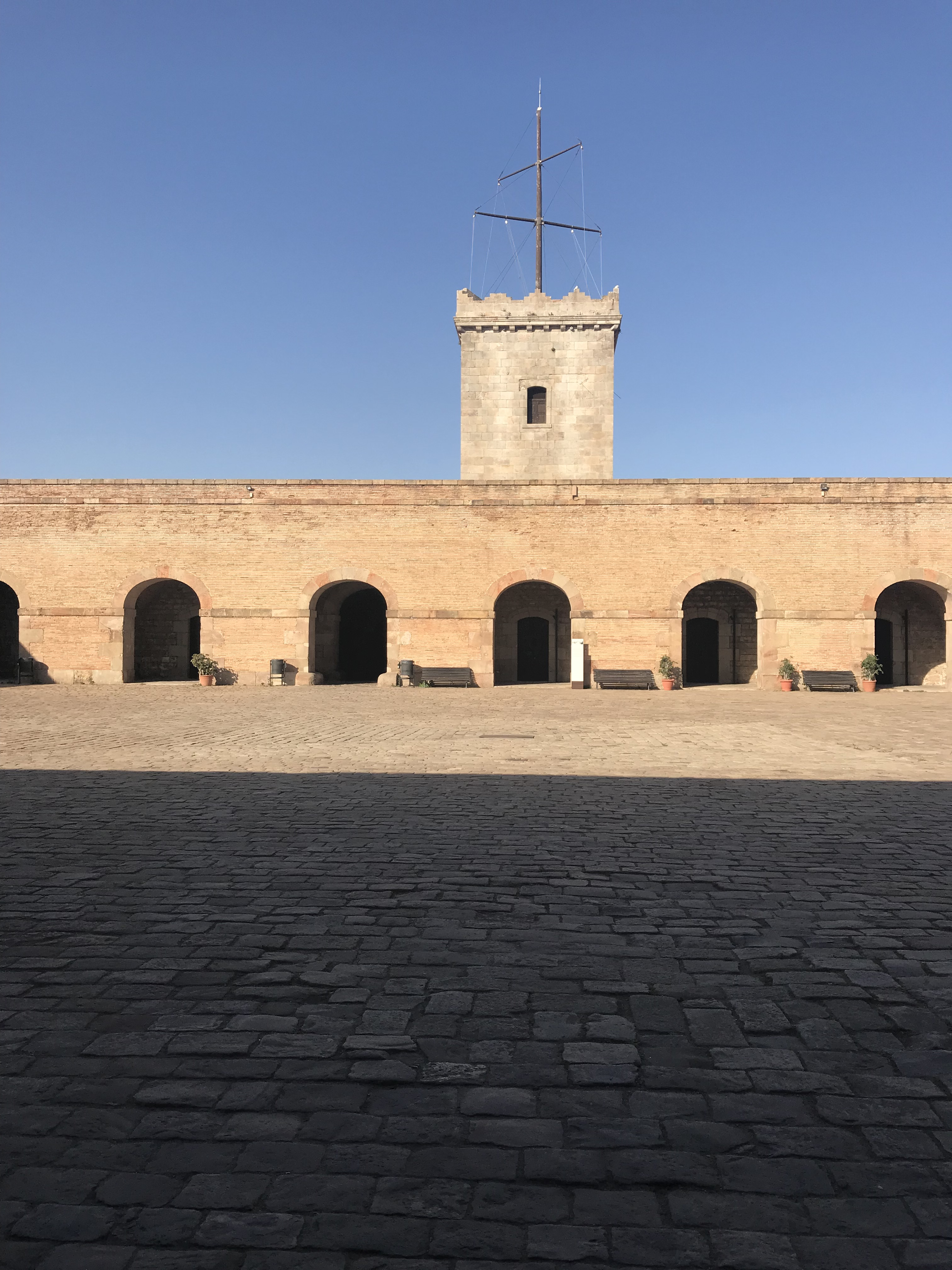
Interior del castillo y torre.

El 30 de abril de 2007 el presidente del Gobierno y el alcalde de Barcelona acuerdan la cesión íntegra del castillo, en el que deberían ondear las banderas de España, Cataluña, Barcelona y la Unión Europea y del que se debían retirar las antenas instaladas en un plazo máximo de tres años, procediéndose igualmente al cierre del museo militar.
Está previsto que el recinto albergue un Centro de la Paz, que será regido por un consorcio en cuya constitución participarán el Ayuntamiento de Barcelona, el Ministerio de Defensa y la Generalidad de Cataluña. En 2015, en virtud de la Ley de Memoria Histórica, el Ayuntamiento de Barcelona prohibió celebrar la misa que anualmente se celebraba en el castillo desde 1940 por los caídos en la sublevación del 36 por considerarlo un acto de exaltación del golpe militar.